# Coppa del Mondo juniores di slittino 2010
La Coppa del Mondo juniores di slittino 2009/10, diciassettesima edizione della manifestazione organizzata dalla Federazione Internazionale Slittino, è iniziata il 10 dicembre 2009 a Paramonovo, in Russia, e si è conclusa il 6 febbraio 2010 a Winterberg, in Germania. Si sono disputate diciotto gare: sei nel singolo uomini, nel singolo donne e nel doppio in cinque differenti località.
L'appuntamento clou della stagione sono stati i campionati mondiali juniores 2010 disputatisi sulla pista olimpica di Igls, in Austria, competizione non valida ai fini della Coppa del Mondo

## Risultati

### Singolo uomini
| Data             | Località             | Nazione  | Primo classificato             | Secondo classificato    | Terzo classificato             |
| ---------------- | -------------------- | -------- | ------------------------------ | ----------------------- | ------------------------------ |
| 10 dicembre 2009 | Paramonovo           | Russia   | Julian von Schleinitz Germania | Robert Fischer Germania | Sascha Benecken Germania       |
| 12 dicembre 2009 | Paramonovo           | Russia   | Julian von Schleinitz Germania | Ralf Palik Germania     | Robert Huerbin Stati Uniti     |
| 18 dicembre 2009 | Sigulda              | Lettonia | Evgenij Voskresenskij Russia   | Ludwig Rieder Italia    | Vladimir Pitilimov Russia      |
| 16 gennaio 2010  | Schönau am Königssee | Germania | Julian von Schleinitz Germania | Robert Fischer Germania | Thomas Aschauer Germania       |
| 23 gennaio 2010  | Oberhof              | Germania | Semën Pavličenko Russia        | Ralf Palik Germania     | Julian von Schleinitz Germania |
| 6 febbraio 2010  | Winterberg           | Germania | Julian von Schleinitz Germania | Ralf Palik Germania     | Robert Fischer Germania        |

### Singolo donne
| Data             | Località             | Nazione  | Prima classificata        | Seconda classificata    | Terza classificata          |
| ---------------- | -------------------- | -------- | ------------------------- | ----------------------- | --------------------------- |
| 10 dicembre 2009 | Paramonovo           | Russia   | Dajana Eitberger Germania | Carina Schwab Germania  | Lisa Liebert Germania       |
| 11 dicembre 2009 | Paramonovo           | Russia   | Dajana Eitberger Germania | Carina Schwab Germania  | Lisa Liebert Germania       |
| 19 dicembre 2009 | Sigulda              | Lettonia | Mona Wabnigg Austria      | Eliza Tīruma Lettonia   | Malgorzata Kurowska Polonia |
| 15 gennaio 2010  | Schönau am Königssee | Germania | Lisa Liebert Germania     | Carina Schwab Germania  | Dajana Eitberger Germania   |
| 23 gennaio 2010  | Oberhof              | Germania | Lisa Liebert Germania     | Anne Pietrasik Germania | Emily Sweeney Stati Uniti   |
| 5 febbraio 2010  | Winterberg           | Germania | Lisa Liebert Germania     | Anne Pietrasik Germania | Dajana Eitberger Germania   |

### Doppio
| Data             | Località             | Nazione  | Primi classificati                   | Secondi classificati                        | Terzi classificati                     |
| ---------------- | -------------------- | -------- | ------------------------------------ | ------------------------------------------- | -------------------------------------- |
| 10 dicembre 2009 | Paramonovo           | Russia   | Ludwig Rieder Patrick Rastner Italia | Nico Walther Nico Grünneker Germania        | Andrej Bogdanov Andrej Medvedev Russia |
| 11 dicembre 2009 | Paramonovo           | Russia   | Nico Walther Nico Grünneker Germania | Aleksandr Denis'ev Vladislav Antonov Russia | Andrej Bogdanov Andrej Medvedev Russia |
| 19 dicembre 2009 | Sigulda              | Lettonia | Ludwig Rieder Patrick Rastner Italia | Aleksandr Denis'ev Vladislav Antonov Russia | Andrejs Bērze Uldis Logins Lettonia    |
| 15 gennaio 2010  | Schönau am Königssee | Germania | Nico Walther Nico Grünneker Germania | Daniel Rothamel Chris Rohmeiß Germania      | Ludwig Rieder Patrick Rastner Italia   |
| 22 gennaio 2010  | Oberhof              | Germania | Nico Walther Nico Grünneker Germania | Daniel Rothamel Chris Rohmeiß Germania      | Ludwig Rieder Patrick Rastner Italia   |
| 6 febbraio 2010  | Winterberg           | Germania | Ludwig Rieder Patrick Rastner Italia | Nico Walther Nico Grünneker Germania        | Daniel Rothamel Chris Rohmeiß Germania |

## Classifiche

### Singolo uomini
| Pos. | Nome                  | Nazione     | PAR-1 | PAR-2 | SIG | KÖN | OBE | WIN | Totale |
| ---- | --------------------- | ----------- | ----- | ----- | --- | --- | --- | --- | ------ |
| 1    | Julian von Schleinitz | Germania    | 1     | 1     | -   | 1   | 3   | 1   | 470    |
| 2    | Robert Fischer        | Germania    | 2     | 13    | -   | 2   | 4   | 3   | 330    |
| 3    | Ralf Palik            | Germania    | 4     | 2     | -   | DNS | 2   | 2   | 315    |
| 4    | Evgenij Voskresenskij | Russia      | 6     | 4     | 1   | DSQ | 7   | 6   | 306    |
| 5    | Ludwig Rieder         | Italia      | 5     | 10    | 2   | 7   | 11  | 7   | 302    |
| 6    | Robert Huerbin        | Stati Uniti | 8     | 3     | 6   | 4   | 13  | 10  | 288    |
| 7    | Christian Eisner      | Austria     | 13    | 8     | 5   | 6   | 9   | 8   | 258    |
| 8    | Taylor Morris         | Stati Uniti | 7     | 6     | 9   | 8   | 12  | 12  | 241    |
| 9    | Vladimir Pitilimov    | Russia      | 12    | 12    | 3   | 9   | 17  | 17  | 221    |
| 10   | Sascha Benecken       | Germania    | 3     | 9     | -   | 5   | 5   | -   | 219    |

### Singolo donne
| Pos. | Nome             | Nazione     | PAR-1 | PAR-2 | SIG | KÖN | OBE | WIN | Totale |
| ---- | ---------------- | ----------- | ----- | ----- | --- | --- | --- | --- | ------ |
| 1    | Lisa Liebert     | Germania    | 3     | 3     | -   | 1   | 1   | 1   | 440    |
| 2    | Dajana Eitberger | Germania    | 1     | 1     | -   | 3   | 10  | 3   | 376    |
| 3    | Carina Schwab    | Germania    | 2     | 2     | -   | 2   | 7   | 5   | 356    |
| 4    | Mona Wabnigg     | Austria     | 4     | 7     | 1   | 15  | 4   | 7   | 338    |
| 5    | Anne Pietrasik   | Germania    | 8     | 5     | -   | 5   | 2   | 2   | 322    |
| 6    | Aileen Frisch    | Germania    | 6     | 4     | -   | 4   | 11  | 6   | 254    |
| 7    | Ul'jana El'cova  | Russia      | 5     | 6     | 6   | 10  | 18  | 13  | 244    |
| 8    | Ol'ga Čuprova    | Russia      | 10    | 11    | 4   | 21  | DNF | 18  | 173    |
| 8    | Birgit Platzer   | Austria     | 7     | 8     | DNF | 30  | 8   | 12  | 173    |
| 10   | Emily Sweeney    | Stati Uniti | -     | -     | -   | 9   | 3   | 4   | 169    |

### Doppio
| Pos. | Nome                                 | Nazione    | PAR-1 | PAR-2 | SIG | KÖN | OBE | WIN | Totale |
| ---- | ------------------------------------ | ---------- | ----- | ----- | --- | --- | --- | --- | ------ |
| 1    | Nico Walther Nico Grünneker          | Germania   | 2     | 1     | -   | 1   | 1   | 2   | 470    |
| 2    | Ludwig Rieder Patrick Rastner        | Italia     | 1     | DNS   | 1   | 3   | 3   | 1   | 440    |
| 3    | Aleksandr Denis'ev Vladislav Antonov | Russia     | 4     | 2     | 2   | 6   | 8   | 5   | 377    |
| 4    | Daniel Rothamel Chris Rohmeiß        | Germania   | 5     | 6     | -   | 2   | 2   | 3   | 345    |
| 5    | Andrej Bogdanov Andrej Medvedev      | Russia     | 3     | 3     | 4   | 10  | 6   | 6   | 336    |
| 6    | Marek Solčanský Karol Stuchlák       | Slovacchia | 8     | 4     | 7   | 7   | 5   | -   | 249    |
| 7    | Marián Zemaník Jozef Petrulák        | Slovacchia | 10    | 7     | 5   | 15  | 10  | -   | 199    |
| 8    | Rostislav Bednov Roman Osipenko      | Russia     | 6     | 5     | 6   | 11  | DNF | -   | 189    |
| 8    | Jan Hainc Jaromír Kudera             | Rep. Ceca  | 9     | 8     | 9   | 13  | 9   | -   | 189    |
| 10   | Andrejs Bērze Uldis Logins           | Lettonia   | -     | -     | 3   | 9   | 4   | -   | 169    |